# Bobiricola endroedyyoungai
Bobiricola endroedyyoungai är en skalbaggsart som beskrevs av S. Endrödi 1973. Bobiricola endroedyyoungai ingår i släktet Bobiricola och familjen Aphodiidae. Inga underarter finns listade.